# Linee ferroviarie in Corea del Nord
La Repubblica Democratica Popolare di Corea ha un sistema ferroviario che consiste in una rete molto estesa di binari a scartamento tradizionale e a scartamento ridotto da 762 mm. Le linee più importanti del paese si trovano nella parte nord.

## Scartamento tradizionale
Questa lista mostra le linee principali e le linee secondarie del paese,
Linee principali
- Linea Hambuk: Ch'ŏngjin Ch'ŏngnyŏn - Rajin, 331,1 km, 1435 mm
- Linea Hongŭi: Hongŭi (linea Hambuk) - Tumangang (-> Khasan, Russia), 9,5 km, 1435 mm
- Linea Kangwŏn: Kowŏn - P'yŏnggang, 145,8 km, 1435 mm
- Linea Kumgangsan Chongnyon: Anbyŏn (linea Kangwŏn) - Mount Kumgang (-> Jejin, Corea del Sud, 101,0 km, 1435 mm
- Linea Manp'o: Sunch'ŏn - Manp'o, 299,9 km, 1435 mm
- Linea Paektusan Ch'ŏngnyŏn: Kilchu Ch'ŏngnyŏn - Hyesan Ch'ŏngnyŏn, 141,7 km, 1435 mm
- Linea P'yŏngbu: Pyongyang - Kaesŏng (-> Dorasan, Corea del Sud), 187,3 km, 1435 mm
- Linea P'yŏngdŏk: Pyongyang - Kusang Ch'ŏngnyŏn, 192,3 km, 1435 mm
- Linea P'yŏngnam: Pyongyang - Namp'o, 55,2 km, 1435 mm
- Linea P'yŏngra: Pyongyang - Rajin, 819,0 km, 1435 mm
- Linea P'yŏngŭi: Pyongyang - Sinŭiju (-> Dandong, Cina), 225,1 km, 1435 mm

Linee secondarie
- Linea Changyŏn: Sugyo (linea Ŭllyul) - Changyŏn, 17,7 km, 1435 mm
- Linea Ch'ŏngnyŏn Ich'ŏn: P'yŏngsan (linea P'yŏngbu) - Sep'o (linea Kangwŏn), 142,0 km, 1435 mm
- Linea Ch'ŏngnyŏn P'alwŏn: Kujang (linea Manp'o) - Kusŏng (linea P'yŏngbuk), 1435 mm
- Linea Hamnam: Yŏhaejin (linea P'yŏngra) - Muhak, 75,6 km, 1435 mm
- Linea Hoeam: Haksong (linea Hambuk) - Obong, 10,4 km, 1435 mm
- Linea Hoeryŏng T'an'gwang: Hoeryŏng (linea Hambuk) - Yusan, 11,7 km, 1435 mm
- Linea Hwanghae Ch'ŏngnyŏn: Sariwŏn (linea P'yŏngbu) - Haeju (linea Ongjin), 73,3 km, 1435 mm
- Linea Kaech'ŏn: Sinanju (linea P'yŏngŭi) - Kaech'ŏn (linea Manp'o), 29,5 km, 1435 mm
- Linea Kangdŏk: Namgangdŏk (linea P'yŏngra) - Susŏng (linea Hambuk), 15,2 km, 1435 mm
- Linea Kogŏnwŏn: Singŏn (linea Hambuk) - Kogŏnwŏn, 10,0 km, 1435 mm
- Linea Kowŏn T'an'gwang (linea Kowŏn Mine): Tunjŏn (linea P'yŏngra) - Changdong, 19,6 km, 1435 mm
- Linea Mandŏk: Hŏch'ŏn (linea Tanp'ung) - Mandŏk, 10,0 km, 1435 mm
- Linea Musan: Komusan (linea Hambuk) - Musan (linea Paengmu), 57,9 km, 1435 mm
- Linea Ongjin: Haeju (linea Hwanghae Ch'ŏngnyŏn) - Ongjin, 40,3 km, 1435 mm
- Linea Paech'ŏn: Changbang (linea Hwanghae Ch'ŏngnyŏn) - Ŭnpit, 64,4 km, 1435 mm
- Linea Paengma: Yŏmju (linea P'yŏngŭi) - South Sinŭiju (linea P'yŏngŭi; linea Tŏkhyŏn), 39,6 km, 1435 mm
- Linea Pakch'ŏn: Maengjung-ri (linea P'yŏngŭi) - Pakch'ŏn, 9,3 km, 1435 mm
- Linea Pukch'ŏng: Sinbukch'ŏng (linea P'yŏngra) - Sangri, 61,3 km, 1435 mm
- Linea Pukpu: Manp'o (linea Manp'o) - Hyesan (linea Paektusan Ch'ŏngnyŏn), 252,0 km, 1435 mm
- Linea Pup'o: Singangryŏng (linea Ongjin) - Pup'o, 20,0 km, 1435 mm
- Linea P'yŏngbuk: Chŏngju (linea P'yŏngŭi) - Ch'ŏngsu, 120,5 km, 1435 mm
- Linea Ryonggang: Ryonggang (linea P'yŏngnam) - Mayong, 17,0 km, 1435 mm
- Linea Sechon: Sinhakpo (linea Hambuk) - Chungbong, 14,4 km, 1435 mm
- Linea Sinhŭng: Hamhŭng (linea P'yŏngra) - Sinhŭng (linea a scartamento ridotto Sinhŭng), 41,0 km, 1435 mm
- Linea Songrim: Hwangju (linea P'yŏngbu) - Songrim, 13,1 km, 1435 mm
- Linea Sŏhae: Mundŏk (linea P'yŏngŭi) - Hwap'ung, 1435 mm
- Linea Sŏhaekammun: Ch'ŏlgwang (linea Ŭllyul) - Sillyŏng-ri (linea P'yŏngnam), 26,7 km, 1435 mm
- Linea Tae'an: Kangsŏ (linea P'yŏngnam) - Tae'an, 12,0 km, 1435 mm
- Linea Tanp'ung: Tanch'ŏn (linea P'yŏngra) - Honggun, 80,3 km, 1435 mm
- Linea Tasado: Ryŏngch'ŏn (linea P'yŏngŭi) - Tasado, 20,5 km, 1435 mm
- Linea Tŏkhyŏn: South Sinŭiju (linea P'yŏngŭi) - Tŏkhyŏn, 48,9 km, 1435 mm
- Linea Ŭllyul: Ŭnp'a (linea Hwanghae Ch'ŏngnyŏn) - Ch'ŏlgwang (linea Sŏhaekammun), 117,8 km, 1435 mm
- Linea Ŭnsan: Ŭnsan (linea P'yŏngra) - Oedong, 1435 mm

## Linee a scartamento ridotto
Questa è una lista completa delle linee a scartamento ridotto di cui si hanno notizie di essere in servizio.
- Linea Changjin: Yŏnggwang (linea Sinhŭng) - Sasu, 58.6 km, 762 mm
- Linea Kanggye: Kanggye (linea Manp'o) - Rangrim, 57.0 km, 762 mm
- Linea Paektusan Rimch'ŏl: Wiyŏn (linea Paektusan Ch'ŏngnyŏn) - P'ŏngmul, 762 mm
- Linea Paengmu: Paegam (linea Paektusan Ch'ŏngnyŏn) - Musan (linea Musan), 191.7 km, 762 mm
- Linea Samjiyŏn: Karim (linea Paektusan Rimch'ŏl) - Motka, 59.2 km, 762 mm
- Linea Sinhŭng: Sinhŭng (linea Sinhŭng standard-gauge) - Pujŏnhoban, 50.6 km, 762 mm
- Linea Sinhŭng - Sŏho Branch: Sŏhamhŭng (linea Sinhŭng standard-gauge) - Sŏho (linea P'yŏngra), 18.3 km, 762 mm
- Linea Ŭllyul - Ryongjŏng Branch: Ch'ŏlgwang (linea Ŭllyul; linea Sŏhaekammun) - Ryongjŏng, 762 mm
- Linea Unsan: Puksinhyŏn (linea Manp'o) - Samsan, 762 mm